# Jacques Poulet
Pour les articles homonymes, voir Poulet.
Jacques Poulet est un homme politique français, né le 20 novembre 1948.

## Biographie
Syndicaliste et employé à GDF, il est maire PCF de Villetaneuse de 1992, à 2008.
IL est le premier président de Communauté d'agglomération Plaine Commune  du 1er janvier 2000 au 11 juillet 2005. Après avoir mené à bien l'adhésion de La Courneuve, qui devient la huitième ville de la communauté d'agglomération, il devient vice-président de 2005 à 2008, cédant son siège de président au député Patrick Braouezec. 
De 1995 à 2008, il est président du Syndicat intercommunal de la périphérie de Paris pour les énergies et les réseaux de communication (SIPPEREC). Il a animé la transformation du syndicat en autorité concédante de réseaux de télécommunications desservant les communes adhérentes à la compétence « réseaux câblés ».
Jacques Poulet fait part de sa décision de ne pas se représenter aux élections municipales de 2008, au profit de sa première adjointe, Carinne Juste, qui sera élue.